# Taedonggang
La Taedonggang (en coréen : 대동강맥주) est une marque de bière de la Corée du Nord, brassée dans la brasserie d'État Taedonggang Brewing Company à Pyongyang. Techniquement, 4 marques sont produites dans cette brasserie, mais on les appelle toutes du nom de la brasserie.

## Historique
En 2000, le dictateur Nord Coréen Kim Jong-il décide qu'il veut une brasserie. Ses relations avec l'ouest étant correctes à cette date, son gouvernement se porte acquéreur via l'Allemagne d'une brasserie d'Angleterre, à Ushers of Trowbridge, Wiltshire. Cette brasserie, laissée en l'état et à l'abandon, lui est cédée pour 1,5 million de livres sterling par l'intermédiaire d'Uwe Oehms. Face au risque que les cuves et autres équipements de la brasserie soient détournées pour produire des armes chimiques, le démantèlement, transport et réassemblage est confié à un brasseur, Peter Ward, de la brasserie Thomas Hardy, qui supervise une équipe d'ouvriers nord-coréens. La maitrise de la technologie de brassage est confiée à un ordonnateur allemand.
Tout est achevé en 2002, la brasserie est baptisée du nom de la rivière Taedong, le long de laquelle elle est implantée et qui traverse Pyongyang.

## La bière

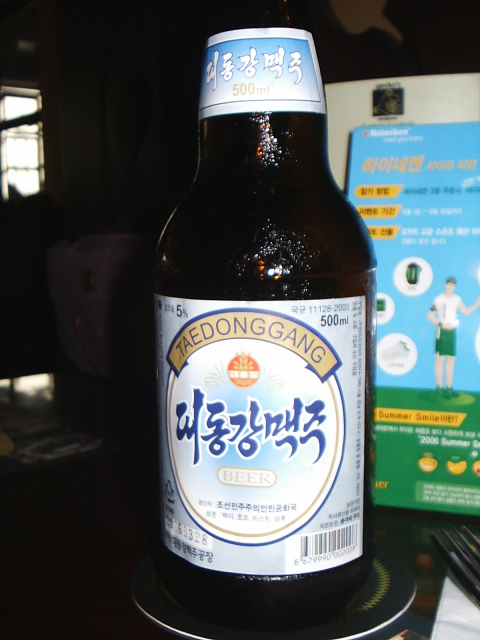
Une bière Taedonggang dans un pub de Itaewon, Corée du Sud.

La bière produite dans la brasserie Taedonggang titre à 5 degrés, et son goût amer est significativement plus proche de la bière britannique Ale que des autres bières légères asiatiques (en particulier les 3 marques de la Corée du Sud Hite, OB et Cass).
La compagnie brasse 70% de la production nationale de bière.
La Taedonggang est avant tout destinée aux consommateurs locaux, c'est-à-dire ceux de la Corée du Nord, mais à partir de 2005, une entreprise de Séoul Vintage Korea importe une quantité limitée de bouteilles pour le marché de la Corée du Sud. Ce marché d'import s'interrompt brutalement au milieu de l'année 2007 car la brasserie augmente ses tarifs de 70 % sans préavis.
La gamme de bière se décline en 9 numéros, de 1 à 9 en fonction de la qualité et du goût. 

## Publicité
Depuis sa création, en 2002, la brasserie n'a pratiquement pas communiqué. On ne trouve que 3 diffusions d'une publicité sur la chaîne de télévision d'État Télévision centrale coréenne entre le 3 juillet 2009, et le 9 novembre 2009.